# Seyid Azim Chirvani
Seyid Azim Chirvani (en azéri: Seyid Əzim Şirvani; né le 9 juillet 1835 à Chamakhi et mort le 20 mai 1888 dans la même ville) est un poète, enseignant et éducateur azéri.

## Biographie
Seyid Azim Chirvani reçoit son éducation spirituelle supérieure en Irak. De retour dans son pays natal, il abandonne le sacerdoce et ouvre une école privée. Seyid Azim Chirvani poursuit les traditions de Fuzûlî dans des ghazals lyriques d'amour. Dans des vers et des fables satiriques, Seyid Azim Chirvani ridiculise le clergé, se prononce contre l'ignorance et appelle à l'illumination et à la culture. Les poètes contemporains le considèrent en tant que leur maître.
Les premières informations sur Seyid Azim Chirvani sont publiées en 1888 dans un article d’A. Zakharov, professeur de l'école mingrélienne de Chamakha.
Après la mort de son père, Seyid Azim Chirvani demeure chez son grand-père maternel dans le village d'Aksay au Daguestan. Il reçoit l'enseignement primaire, apprend l’arabe et le persan. En 1853, lui et sa mère retournent à Chamakhi. Il se marie à l'âge de 19 ans.
Dans un an il fait le pèlerinage en Iraq et plus tard à la Mecque et Médine. Avec le temps Chirvani s’éloigne de la religion.

## Activité pédagogique
En 1869-1870, Seyid Azim ouvre une nouvelle école à Chamakhi appelée Medjlis. Dans cette école les élèves étudient la langue azerbaïdjanaise, le russe et le persane et reçoivent des informations de base sur les sciences modernes. Le célèbre poète azerbaïdjanais Mirza Alakbar Sabir est son élève. Étant connu comme une personne politiquement peu fiable, Chirvani est bientôt retiré de l'enseignement.

## Activité littéraire
La satire occupe une place importante dans l’héritage littéraire de Chirvani. Elle devient un domaine de premier plan dans la littérature azerbaïdjanaise dans la seconde moitié du XIXe siècle grâce à la créativité du poète. Il y a quelque chose de sombre et de grotesque dans ses histoires-paraboles et poèmes, même s'ils se terminent par une fin optimiste et moralisatrice, dans l'esprit éclairant traditionnel. La connaissance, l'esprit fort, l'humanité, les règles raisonnables sont appelées à sauver les gens de la cruauté, de l'injustice, des passions mesquines et stupidité.
Ses récits poétiques et ses fables sonnent tout aussi bien : Un pot-de-vin à Dieu, L'enterrement d'un chien, Satan, Khan et paysan. La poésie satirique de Seyid Azim ouvre la voie au développement ultérieur de ce genre, qui s'incarne dans l'œuvre de M. A. Sabir au début du XXe siècle.
Par décret du Cabinet des ministres de la République d'Azerbaïdjan du 7 mai 2019 n° 211, les œuvres de Seyid Azim Chirvani sont incluses dans la liste des auteurs déclarés propriété de l'État de la République d'Azerbaïdjan.